# ライアン・ケリー
ライアン・マシュー・ケリー（Ryan Matthew Kelly, 1991年4月9日 - ）は、福井ブローウィンズに所属しているアメリカ合衆国ニューヨーク州カーメル出身のプロバスケットボール選手（スモールフォワード、パワーフォワード）。

## 来歴
ノースカロライナ州の高校からデューク大学に進学し、1年生時の2009-10シーズンには、マイルズ・プラムリー、メイソン・プラムリー、ランス・トーマスらと共にNCAAトーナメントを制し、全米制覇を成し遂げた。4年生までプレーした後2013年のNBAドラフトで、ロサンゼルス・レイカーズから48位で指名された。

1年目の2013-14シーズンは、苦しいチーム状況の中59試合に出場し、平均8ポイントを記録。1年契約だったが、2014年のオフに2年契約を勝ち取った。
2016-17シーズン開幕前は、アトランタ・ホークスのトレーニングキャンプに参加するも、プレシーズン中に解雇。その後10月31日に再契約したものの、2017年1月6日に再び解雇。その後2月24日にホークスに呼び戻された。
2017年9月9日、リーガACBのレアル・ベティス・バロンセストと契約した。
2018年7月27日、サンロッカーズ渋谷と契約した。
2024-25シーズンより福井ブローウィンズに移籍。

## 家族
- 父はイェール大学のバスケットボール選手で、母はペンシルバニア大学のバレーボール選手だった。
- 2014年の夏に、元NFLピッツバーグ・スティーラーズの名ヘッドコーチビル・カウワーの娘と結婚した[2]。

## ギャラリー

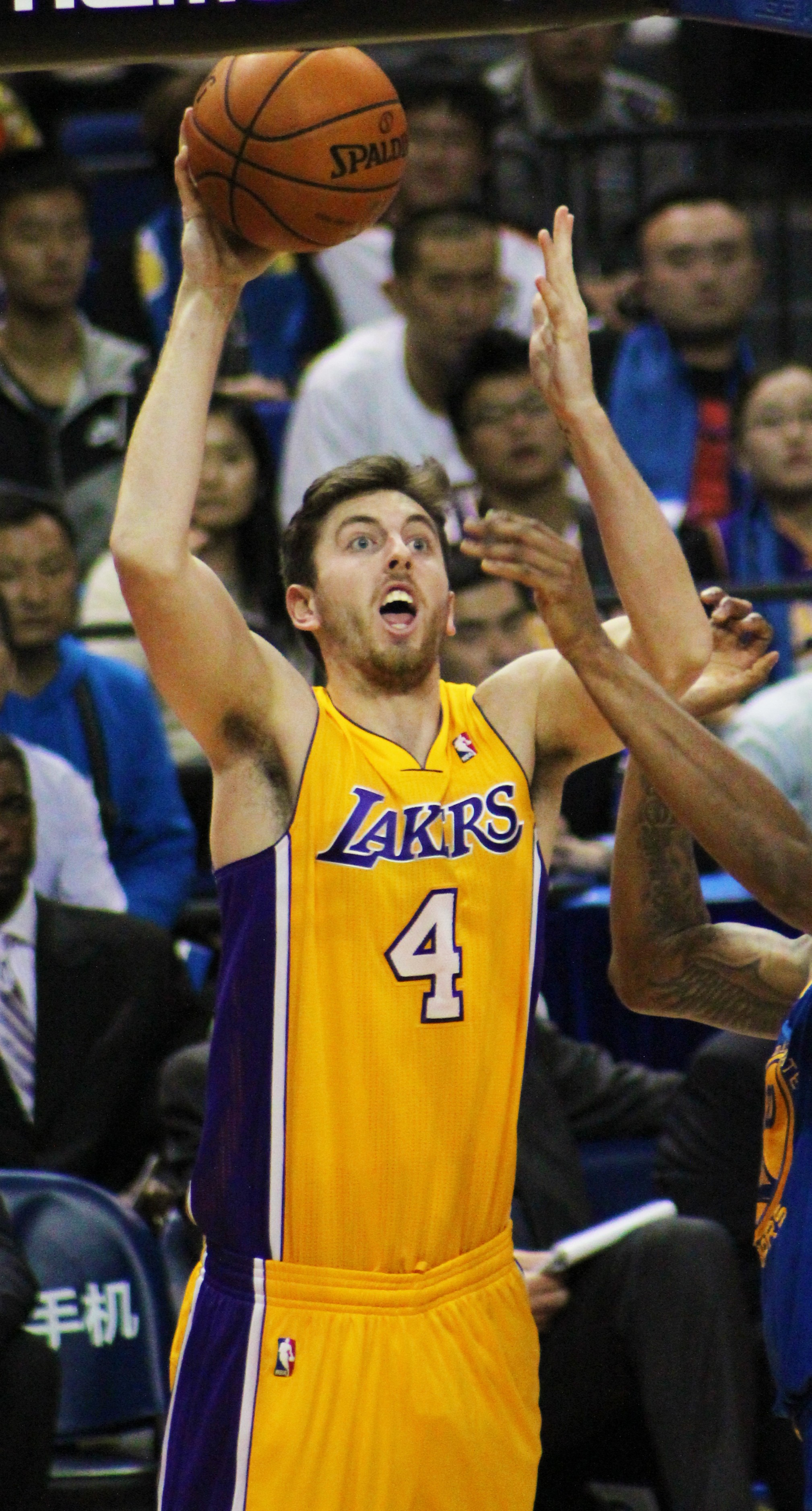
ロサンゼルス・レイカーズでのケリー (2013年)